# Deutscher Hundesportverband
Der Deutsche Hundesportverband (dhv) ist ein im Jahr 1977 gegründeter Zusammenschluss von hundesporttreibenden Verbänden, die ihren Sitz in Deutschland haben. Der dhv hat satzungsgemäß seinen Sitz in Marburg und wurde in das Vereinsregister des Amtsgerichts Marburg am 28. Juli 1977 eingetragen. Der dhv ist Mitglied im Verband für das Deutsche Hundewesen (VDH).
Er beschloss auf seiner Delegiertenversammlung am 28. Mai 2000 in Frankfurt „Ethische Grundsätze für die Ausbildung von Hunden und den Sport mit dem Hund im dhv“ die auch in seiner Satzung verankert sind.
Besondere Bedeutung kommt ihm bei der Vorbereitung und Durchführung von Veranstaltungen (Prüfungen und Wettkämpfen) im Hundesport zu. Er organisiert für die einzelnen Hundesportarten Deutsche Meisterschaften und delegiert Starter zu internationalen Prüfungen.
Der dhv ist ein Zusammenschluss verschiedener Verbände und dient diesen als Dachorganisation. Die Mitgliedsverbände sind:
- Südwestdeutscher Hundesportverband (swhv)
- Hundesportverein Rhein-Main (HSVRM)
- Bayerischer Landesverband für Hundesport (BLV)
- Schutz- und Gebrauchshundesportverband (SGSV)
- Deutscher Sporthund Verband (DSV)
- Bundesverband Rettungshunde (BRH)

Der Deutsche Verband der Gebrauchshundsportvereine (DVG) war bis zum 31. Dezember 2012 Mitglied im dhv und ist seit 1. Januar 2013 direktes Mitglied im Verband für das Deutsche Hundewesen.